# Villa Romana (Russi)

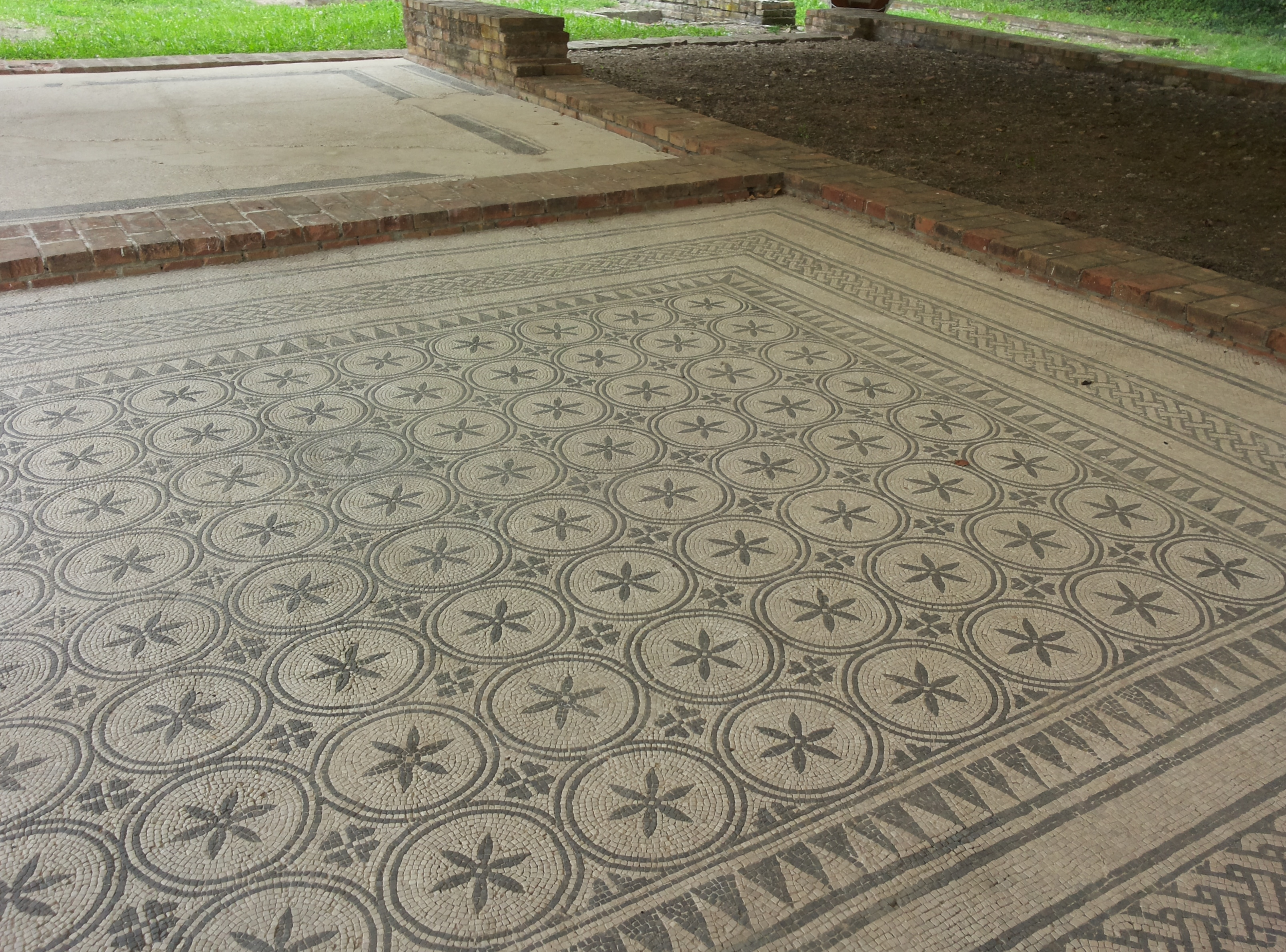
Mosaikböden in der Villa Romana von Russi

Die Villa Romana sind die Reste eines römischen Landhauses in Russi in der italienischen Region Emilia-Romagna. Es handelt sich um eine archäologische Grabungsstätte.
Die Villa wurde in der Mitte eines weitläufigen Anwesens erbaut, dessen Produkte für die Besatzung der römischen Marine gedacht waren, die im Militärhafen von Classe, dem alten Hafen von Ravenna, stationiert war.
Im 1. und 2. Jahrhundert n. Chr. erreichte die landwirtschaftliche Produktion ihren größten Umfang. Als das Militär mit Jahre 330 nach Konstantinopel transferiert wurde, begann der Niedergang der Villa und des Anwesens und in byzantinischer Zeit wurde sie dann vollends aufgegeben.

## Archäologische Grabungsstätte
Die Villa von Russi ist eine der besterhaltenen römischen Landhäuser im nördlichen Italien.
Bereits 1938 wurde der Komplex entdeckt, als man bis in 12 Meter Tiefe grub. Die Erforschung wurde in den 1950er-Jahren fortgesetzt und die Anlage so ans Licht gebracht. 1968 wurde die archäologische Grabungsstätte der Öffentlichkeit zugänglich gemacht.
Sie ist 8000 m² groß und besteht aus dem Wohnteil (der eigentlichen Villa) und dem Produktionsgelände. Von der Wohnstatt blieb der Grundriss in optimalem Zustand erhalten. Die geometrischen Mosaike der verschiedenen Räume sind noch genau zu sehen.

## Museum
Die wertvollsten Fundstücke aus der Grabungsstätte sind in einem Museum ausgestellt, das neben der Villa Romana errichtet wurde.
Die Objekte des täglichen Gebrauchs, wie Pflaster oder Vasen etc., werden dagegen im Antiquarium aufbewahrt, das die Gemeinde Russi in den Räumen der Burg aus dem 14. Jahrhundert eingerichtet hat.

## WWF-Schutzgebiet
Die archäologische Grabungsstätte ist von einem Schutzgebiet des WWF umgeben, das sich über 13 Hektar erstreckt. Bei dem Gebiet handelt es sich um eine alte Tongrube.